# Marie Ducoud-Laborde
Marie Ducoud-Laborde dite Breton-Double, née à Angoulême en 1773 et morte en novembre 1852, est hussarde dans les armées napoléoniennes de 1806 à 1815.
Elle prend notamment part aux batailles d'Eylau et de Friedland, et doit être amputée sur le champ de Waterloo.

## Biographie

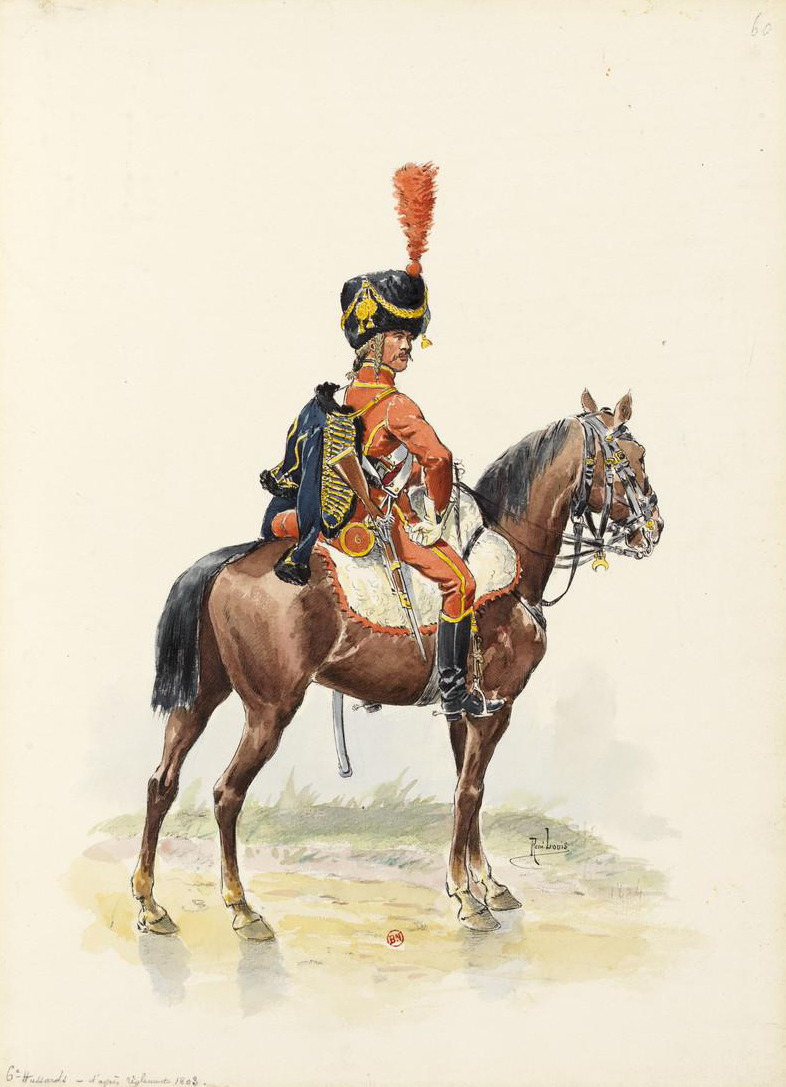
Hussard du 6e régiment en 1803.

Marie Ducoud-Laborde naît à Angoulême en 1773. En 1801 elle épouse un dénommé Poncet. Quelques mois après la mobilisation de celui-ci, affecté comme maréchal des logis au 6e  Hussards, elle rejoint son régiment pour être auprès de lui. Leur enfant devient Trompette au 11e Dragons.
Pour accompagner le régiment (ce que seules les vivandières et les lavandières sont alors autorisées à faire), elle se travestit en hussard. Elle est présentée à Napoléon en septembre 1806 lors d'une revue au Champ-de-mars : l’Empereur officialise son enrôlement et la nomme maréchal des logis d'ordonnance.
Avec son régiment, elle prend part en février 1807 à la bataille d'Eylau, où elle aide à dégager un peloton de soldats français cerné par des cavaliers russes et tue d'un coup de sabre le capitaine ennemi. A Friedland, bien que blessée par deux balles, l'une à la cuisse et l'autre au bras, elle capture six soldats prussiens. Elle reçoit alors la Légion d'honneur.
Enfin à Waterloo, où son mari désormais capitaine trouve la mort, elle reçoit un boulet dans la jambe et doit être amputée sur le champ de bataille.
Elle est recueillie par le colonel Barrown, du régiment royal irlandais, qui l'amène à Dublin.
Rentrée en France en 1830, elle meurt en novembre 1852 et reçoit les honneurs militaires lors de ses funérailles,. Sa vie est relatée dans une brochure de quatre pages publiée en 1833.